# 6e étape du Tour d'Espagne 2012
La 6e étape du Tour d'Espagne 2012 s'est déroulée le jeudi 23 août 2012, partant de Saragosse et arrive à Jaca après 174,8 km de course.

## Parcours de l'étape
Cette nouvelle étape arrive encore une fois en altitude, après avoir passé un col de 3e catégorie, long mais pas très pentu, les coureurs attaquent la montée finale vers Jaca, 3.5 km, seulement, mais avec des passages à 14 %.

## Déroulement de la course
L'échappée du jour est composée de 5 coureurs : les Belges Thomas De Gendt (Vacansoleil-DCM) et Kristof Vandewalle (Omega Pharma-Quick Step) et les Néerlandais Joost van Leijen (Lotto-Belisol), Martijn Maaskant (Garmin-Sharp) et Pieter Weening (Orica-GreenEDGE). Dans l'ascension du col de troisième catégorie, Nairo Quintana (Movistar), jeune équipier d'Alejandro Valverde, impose un train qui étire le peloton et fait lâcher des coureurs alors que la pente n'est que de 3 %. La température baisse, elle n'est plus que de 38.5° au soleil, ce qui épuise encore plus les organismes. Quintana ramène le peloton à seulement 1 minute des échappés et c'est le moment choisi par Thomas De Gendt pour porter un démarrage et distancer un à un ses compagnons. À un kilomètre du sommet l'équipe Saxo Bank-Tinkoff Bank accélère de nouveau pour bien placer son leader Alberto Contador avant la descente dangereuse qui se profile et peut-être aussi pour pousser Christopher Froome (Sky) à l'erreur puisque le Britannique n'est pas à l'aise en descente. Rien ne se passe cependant, à part l'étirement du peloton. Thomas de Gendt est repris au début de l'ascension vers Jaca et quelques leaders qui n'ont pas réussi à bien se replacer après la descente pourraient avoir du mal à rester au contact. C'est l'équipe Sky qui prend les devants avec Richie Porte et sous le train de ce dernier, Igor Antón (Euskaltel-Euskadi) est lâché, puis c'est au tour des deux coureurs de la (Rabobank) Bauke Mollema et Robert Gesink de craquer. Il ne reste plus que six coureurs quand Porte s'écarte : ses coéquipiers Rigoberto Urán et Christopher Froome, Alberto Contador, Alejandro Valverde, Joaquim Rodríguez (Katusha) et Eros Capecchi (Liquigas-Cannondale). Urán porte une accélération pour lancer Froome, qui part, Rodríguez, Contador et Valverde le suivent. Valverde et Contador craquent. Froome et Rodríguez partent tous les deux à 300 mètres de la ligne d'arrivée puis c'est au tour de Rodríguez d'accélérer. Il distance Froome pour aller s'imposer pour la première fois sur cette Vuelta. Contador termine avec Capecchi et Urán. Juan José Cobo (Movistar) termine lui à 35 secondes, Mollema à 51 secondes et Antón à 57 secondes.
Joaquim Rodríguez conforte son maillot de leader en reprenant 9 secondes sur Christopher Froome grâce aux bonifications et 30 secondes à Alberto Contador.

## Classement de l'étape
| Classement de l'étape | Classement de l'étape | Classement de l'étape | Classement de l'étape  | Classement de l'étape |
|                       | Coureur               | Pays                  | Équipe                 | Temps                 |
| --------------------- | --------------------- | --------------------- | ---------------------- | --------------------- |
| 1er                   | Joaquim Rodríguez     | ESP                   | Katusha                | en 4 h 15 min 56 s    |
| 2e                    | Christopher Froome    | GBR                   | Sky                    | + 5 s                 |
| 3e                    | Alejandro Valverde    | ESP                   | Movistar               | + 10 s                |
| 4e                    | Alberto Contador      | ESP                   | Saxo Bank-Tinkoff Bank | + 18 s                |
| 5e                    | Eros Capecchi         | ITA                   | Liquigas-Cannondale    | + 18 s                |
| 6e                    | Rigoberto Urán        | COL                   | Sky                    | + 18 s                |
| 7e                    | Rinaldo Nocentini     | ITA                   | AG2R La Mondiale       | + 25 s                |
| 8e                    | Mauro Santambrogio    | ITA                   | BMC Racing             | + 27 s                |
| 9e                    | Nicolas Roche         | IRL                   | AG2R La Mondiale       | + 28 s                |
| 10e                   | Robert Gesink         | NED                   | Rabobank               | + 32 s                |
| modifier              |                       |                       |                        |                       |

## Classement général
| Classement général | Classement général | Classement général | Classement général     | Classement général |
|                    | Coureur            | Pays               | Équipe                 | Temps              |
| ------------------ | ------------------ | ------------------ | ---------------------- | ------------------ |
| 1er                | Joaquim Rodríguez  | ESP                | Katusha                | en 21 h 45 min 6 s |
| 2e                 | Christopher Froome | GBR                | Sky                    | + 10 s             |
| 3e                 | Alberto Contador   | ESP                | Saxo Bank-Tinkoff Bank | + 35 s             |
| 4e                 | Rigoberto Urán     | COL                | Sky                    | + 41 s             |
| 5e                 | Robert Gesink      | NED                | Rabobank               | + 53 s             |
| 6e                 | Alejandro Valverde | ESP                | Movistar               | + 54 s             |
| 7e                 | Nicolas Roche      | IRL                | AG2R La Mondiale       | + 1 min 4 s        |
| 8e                 | Bauke Mollema      | NED                | Movistar               | + 1 min 12 s       |
| 9e                 | Daniel Moreno      | ESP                | Katusha                | + 1 min 17 s       |
| 10e                | Juan José Cobo     | ESP                | Movistar               | + 1 min 34 s       |
| modifier           |                    |                    |                        |                    |

## Classements annexes

### Classement par points
| Classement par points | Classement par points | Classement par points | Classement par points | Classement par points |
| --------------------- | --------------------- | --------------------- | --------------------- | --------------------- |
|                       | Coureur               | Pays                  | Équipe                | Point(s)              |
| 1er                   | John Degenkolb        | GER                   | Argos-Shimano         | 51 points             |
| 2e                    | Joaquim Rodríguez     | ESP                   | Katusha               | 45 pts                |
| 3e                    | Alejandro Valverde    | ESP                   | Movistar              | 41 pts                |
| modifier              |                       |                       |                       |                       |

### Classement du meilleur grimpeur
| Classement du meilleur grimpeur | Classement du meilleur grimpeur | Classement du meilleur grimpeur | Classement du meilleur grimpeur | Classement du meilleur grimpeur |
| ------------------------------- | ------------------------------- | ------------------------------- | ------------------------------- | ------------------------------- |
|                                 | Coureur                         | Pays                            | Équipe                          | Point(s)                        |
| 1er                             | Simon Clarke                    | AUS                             | Orica-GreenEDGE                 | 16 points                       |
| 2e                              | Alejandro Valverde              | ESP                             | Movistar                        | 11 pts                          |
| 3e                              | Pim Ligthart                    | NED                             | Vacansoleil-DCM                 | 11 pts                          |
| modifier                        |                                 |                                 |                                 |                                 |

### Classement du combiné
| Classement du combiné | Classement du combiné | Classement du combiné | Classement du combiné | Classement du combiné |
| --------------------- | --------------------- | --------------------- | --------------------- | --------------------- |
|                       | Coureur               | Pays                  | Équipe                | Point(s)              |
| 1er                   | Joaquim Rodríguez     | ESP                   | Katusha               | 8 points              |
| 2e                    | Alejandro Valverde    | ESP                   | Movistar              | 11 pts                |
| 3e                    | Christopher Froome    | GBR                   | Sky                   | 15 pts                |
| modifier              |                       |                       |                       |                       |

### Classement par équipes
| Classement général par équipes | Classement général par équipes | Classement général par équipes | Classement général par équipes |
|                                | Équipe                         | Pays                           | Temps                          |
| ------------------------------ | ------------------------------ | ------------------------------ | ------------------------------ |
| 1re                            | Sky                            | Royaume-Uni                    | en 64 h 39 min 54 s            |
| 2e                             | Rabobank                       | Pays-Bas                       | + 1 min 9 s                    |
| 3e                             | AG2R La Mondiale               | France                         | + 3 min 39 s                   |
| modifier                       |                                |                                |                                |